# Bloodsucking Zombies from Outer Space
Bloodsucking Zombies from Outer Space est un groupe autrichien d'horror punk et de psychobilly, originaire de Vienne.

## Histoire

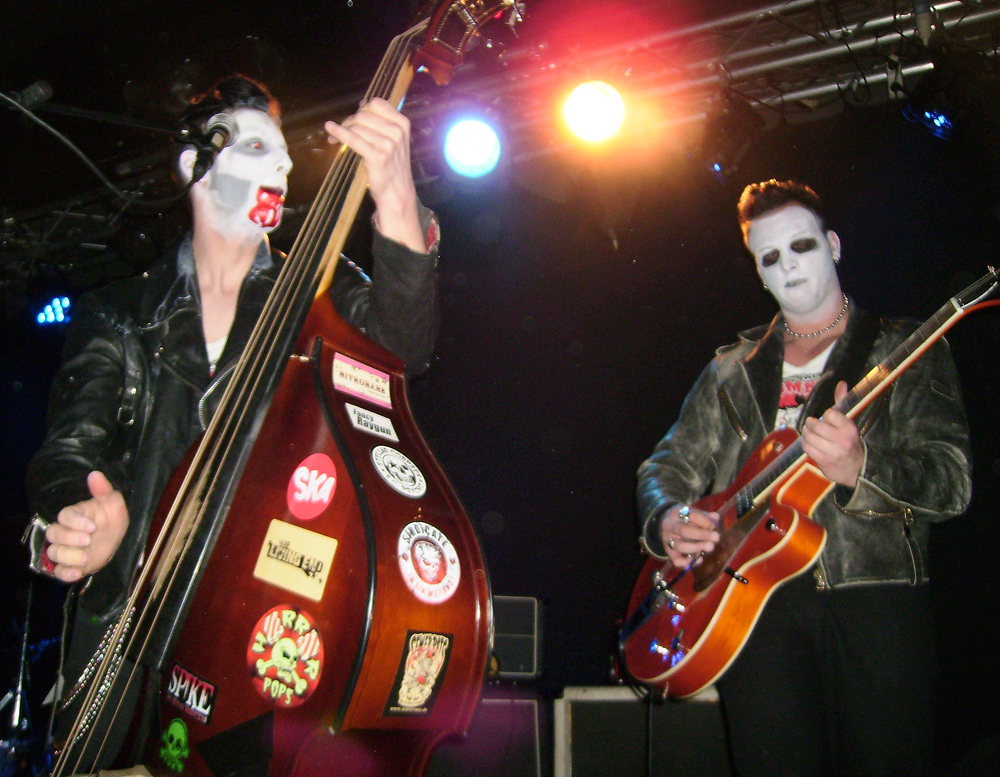
Sur scène en Finlande (2009).

Habituellement, le groupe, qui se considère influencé par des personnes comme Tobe Hooper, Lucio Fulci et Dario Argento et des groupes comme Nekromantix et Mad Sin, chante avec humour les thèmes et les clichés des films d'horreur de série B courants (par exemple sur les zombies, les momies et les tueurs en série, les fantasmes de fête dans les cimetières ou la Cadillac de Dracula). Les membres du groupe eux-mêmes tiennent à des pseudonymes et à des attitudes, ce qu'ils expriment de plus en plus lors des concerts du groupe. Selon leurs propres dires, le groupe vient de la lointaine planète Transilvania et est venu sur Terre pour « inonder les gens avec la musique du mal, le rock 'n' roll, et jouer le rock 'n' roll le plus sanglant, et de loin, que notre mère la Terre ait jamais connu ».
En 2004 sort le premier album des Bloodsucking Zombies from Outer Space, See You at Disneyland, qui avait déjà été accueilli avec bienveillance par la critique. Le titre de l'album fait référence à une citation du tueur en série Richard Ramírez. Le deuxième album, A Night at Grand Guignol, sorti en 2005, est, comme son titre l'indique, une déclaration d'amour au Théâtre du Grand Guignol. En outre, cet album contient The Fairy Tale of Billy the Butcher. Les paroles de quatre chansons racontent l'histoire de ce tueur en série fictif, tandis qu'entre-temps un narrateur continue à tisser l'histoire,. Au printemps 2008, le troisième album du groupe, Monster Mutant Boogie, sort,. En 2009, le groupe sort le mini-album Killer Klowns from Outer Space, limité à 666 exemplaires.
Les albums parus depuis lors, publiés sous le label horror punk FiendForce Records, reçoivent de bonnes critiques dans les revues spécialisées et rendent rapidement le groupe populaire. Les deux premiers albums sont également publiés par FiendForce sous format vinyle. Le troisième album sort également en 2010 sous format vinyle, mais sous le label Halb 7, limité à 333 exemplaires, avec une chanson bonus et un nouvel artwork. En juin 2010, les Bloodsucking Zombies sortent leur quatrième album studio, Return of the Bloodsucking Zombies from Outer Space,. Celui-ci contient un hidden track en dialecte viennois, Mörder Blues.
En octobre 2010 sort le split album Clash of the Monsters avec le groupe de psychobilly Thee Flanders. La première édition, limitée à 999 exemplaires, contient en outre en bonus un CD live avec des morceaux des deux groupes du festival Psychomania Rumble. En juin 2011, l'EP Mörder Blues sort, les textes sont en dialecte viennois et les arrangements acoustiques. Cet EP est en outre sorti en édition limitée, contenant un disque vinyle enregistré sur une face et le CD. L'EP donne également le coup d'envoi du label du groupe, Schlitzer-Pepi Records.
Pour leur dixième anniversaire en 2012, le groupe, toujours dans sa formation originale, sort son premier album best-of, Decade of Decay - Gravest Hits, avec 15 chansons réenregistrées et en partie réinterprétées. Le 14 février 2014, après quatre ans, le cinquième album studio sort sous le titre Toxic Terror Trax - Music for the Postapocalypse. Musicalement, le groupe s'y montre également plus diversifié, avec des emprunts au blues et au rock classique, des sonorités mariachis et des mélodies au clavier. L'artwork de la pochette est réalisé par la légende du tatouage Bernie Luther.
En 2015, ils remportent l'Amadeus Austrian Music Award dans la catégorie « hard and heavy ». En septembre 2015, Mörder Blues 2 - Die Rückkehr der Pompfüneberer sort. Ils réussissent ainsi à se hisser pour la première fois dans les charts autrichiens. En 2016 et 2020, ils sont de nouveau nommés pour l'Amadeus. 

## Discographie

### Albums studio
- 2004 : See You at Disneyland
- 2005 : A Night at Grand Guignol
- 2008 : Monster Mutant Boogie
- 2010 : Return of the Bloodsucking Zombies from Outer Space
- 2012 : Decade of Decay - Gravest Hits
- 2013 : Anatomy of the Dead
- 2014 : Toxic Terror Trax: Music for the Post-Apocalypse
- 2015 : Mörder Blues 2 - Die Rückkehr der Pompfüneberer (44e place des charts autrichiens[12])
- 2016 : Bloody Unholy Christmas
- 2019 : All these Fiendish Things (27e place des charts autrichiens[12])
- 2021 : Shock Rock Rebels (70e place des charts autrichiens[12])

### Singles et EP
- 2005 : The Fairy Tale of Billy the Butcher (EP)
- 2009 : Killer Klowns from Outer Space
- 2010 : Clash of the Monsters (split-EP avec Thee Flanders)
- 2011 : Mörder Blues
- 2014 : Trick or Treat (EP)
- 2016 : Mr. Barlow (EP)
- 2015 : Horrorbilly Since 2002 (CD promo)
- 2018 : Nice Day for an Exorcism
- 2018 : Bela Kiss / Alien Baby
- 2019 : Night Flier/ Rainy Season
- 2020 : This Night on Halloween
- 2021 : MadMan
- 2021 : Stop Writing Songs About Your Girlfriend
- 2021 : Off With their Head
- 2021 : Teenage Antichrist
- 2021 : Pig Hunt
- 2023 : Geisterhaus (Mörder Blues III)

### Albums live
- 2010 : Anatomy of the Dead: Live at the Anatomietheater Wien (concert unplugged)
- 2017 : 15 Years of Bloodsucking Zombies from Outer Space: Live in Vienna Halloween 2017

### Démos
- 2003 : Eaters of the Dead

### Samplers exclusifs
- 2008 : Psychobilly Ratpack, Vol. 2
- 2013 : We Are Rockers (sampler hommage)

### Clips
- 2004 : Moonlight Sonata
- 2006 : Reign of Devils
- 2008 : Blood on Satan's Claw
- 2008 : Monster Mutant Boogie
- 2010 : Dr. Freudstein
- 2014 : Radio Active
- 2015 : Vienna Calling
- 2015 : Die singenden Kinder von Hernals
- 2016 : Mister Barlow
- 2018 : Bela Kiss
- 2019 : Night Flier
- 2020 : This Night on Halloween
- 2021 : MadMan
- 2021 : Off With their Head
- 2021 : Teenage Antichrist
- 2021 : Pig Hunt